# Vit lergök
Vit lergök (Psolus squamatus) är en sjögurkeart som först beskrevs av Johan Koren 1844.  Vit lergök ingår i släktet Psolus och familjen lergökar. Arten har ej påträffats i Sverige. Inga underarter finns listade i Catalogue of Life.